# 935

## Esdeveniments
- Còrdova esdevé la major ciutat del món.
- Václav (Sant Wenceslau), duc de Bohèmia és assassinat per Boleslau, el seu germà, que n'ocuparà el tron.
- Reedificacions que modifiquen el monestir de Ripoll que amplien el conjunt monàstic.

## Naixements
- Miecislau I de Polònia.

## Necrològiques
- Papa Joan XI.
- Sant Wenceslau.